# 赵世堂
赵世堂（1967年3月—），男，山西新绛人，中华人民共和国政治人物，曾任国资委副主任，现任中共中央社会工作部副部长。

## 生平
1985年至1989年，就读于天津商学院，获学士学位。1989年就读于南开大学经济学院，1992年获经济学硕士学位。1999年毕业于南开大学经济学院，获经济学博士学位，毕业论文是《论产业资本与银行资本溶合的制度诱因》，导师为《资本论》研究专家魏埙教授。
1992年至1994年，在国家计划委员会投资研究所工作。1994年转入国家经贸委财政金融司工作。2001年至2002年，挂职任甘肃省酒泉市人民政府市长助理。2003年国务院机构改革后，历任国务院国资委业绩考核局处长，综合局副局长，考核分配局局长等职。2019年9月，任国务院国资委副秘书长、新闻发言人。2020年，任财务监管与运行评价局局长。2021年5月，任总会计师。2022年9月，任国资委副主任。
2023年7月，任中共中央社会工作部副部长。